# Música del Renacimiento
La música del Renacimiento o música renacentista es la música escrita durante el Renacimiento, entre los años 1400 y 1600. Las características estilísticas de la música renacentista son su textura polifónica, que sigue las leyes del contrapunto, y está regida por el sistema modal heredado del canto gregoriano.

## Descripción

### Estilo
La música renacentista se caracteriza por una suave sonoridad que deriva de la aceptación de la tercera como intervalo armónico consonante (uniéndose en esta categoría a quintas y octavas, ya admitidas en la Edad Media) y del progresivo aumento del número de voces, todas de igual importancia y regidas por las reglas del contrapunto: independencia de las voces, preparación y resolución de las disonancias, uso de terceras y sextas paralelas o la exclusión de las quintas y octavas paralelas.
El prototipo de obra musical renacentista es una pieza vocal de textura polifónica, frecuentemente imitativa, escrita para entre tres y seis voces de carácter 'cantabile'; cada línea melódica o voz podía ser interpretada indistintamente con voces reales o con instrumentos. Si bien el rango de cada línea supera apenas la octava, la extensión general del conjunto rebasa ampliamente las dos octavas, evitándose el cruce entre las voces (que forzaba a que estas fueran heterogéneas y contrastantes en la polifonía medieval).
El sistema melódico utilizado siguió siendo el de los ocho modos gregorianos; las características modales (opuestas a las tonales) de la música del Renacimiento comenzaron a diluirse hacia el final del período con el uso creciente de intervalos de quinta como movimiento entre fundamentales y característica definitoria de la tonalidad.

### Géneros y formas

#### Música religiosa

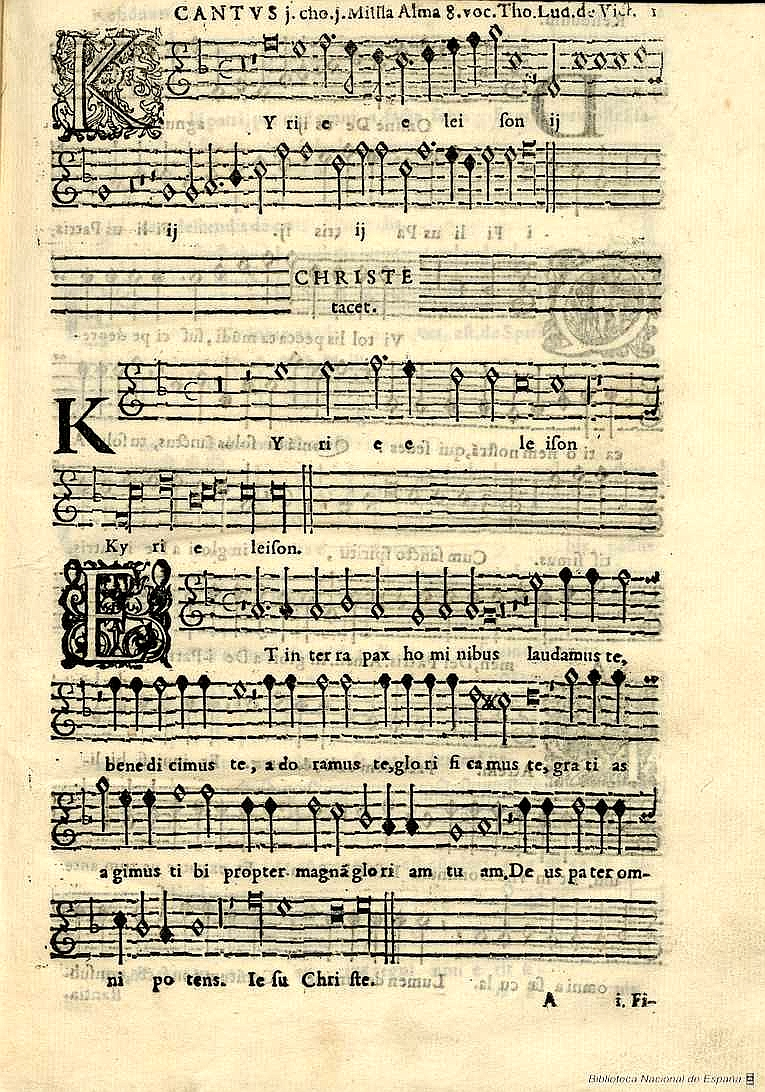
«Missa alma redemptoris» de Tomás Luis de Victoria, en Misas, magníficat, motetes, salmos y otras varias composiciones, Madrid, tipografía regia, 1600.

Durante este período la música religiosa tuvo una creciente difusión, debida a la exitosa novedad de la impresión musical, que permitió la expansión de un estilo internacional común en toda Europa (e incluso en las colonias españolas en América). Las formas religiosas más importantes durante el Renacimiento fueron la misa y el motete.
La misa cubría el ciclo del ordinario (Kyrie, Gloria, Credo, Sanctus-Benedictus y Agnus Dei) y se le solía dotar de unidad al basarse en material preexistente. Para ello se seguían dos procedimientos de composición principales:
- Misa de cantus firmus: el autor toma una melodía preexistente, bien procedente del canto llano o bien de alguna canción profana, o incluso popular, y la sitúa en una de las voces, habitualmente la llamada Tenor. Las otras voces son creadas ex novo, completando una textura generalmente a cuatro voces, y son llamadas Cantus o Superius, Contratenor Altus (luego Altus) y Contratenor Bassus (luego Bassus). De estas denominaciones proceden los nombres actuales de las voces según sus tesituras. La misa de cantus firmus es típica del siglo XV; ejemplos de ella son las innumerables basadas en la canción L'homme armé, tales como las de Dufay, Busnois, Ockeghem, Guerrero, Morales, Palestrina...

Una variante de este tipo de misa es la de paráfrasis, en la que la melodía preexistente es fragmentada y repartida entre las cuatro voces, como ocurre en la Misa Pange Lingua de Josquin Desprez.
- Misa parodia o de imitación: el compositor toma un motete o una canción polifónica anterior (propio o de otro autor), este ya de tipo polifónico, y utiliza el material melódico y armónico: motivos de imitación, cadencias típicas o a veces incluso fragmentos completos, pero reelaborando el material, añadiendo motivos y a veces voces nuevas, y siempre, naturalmente, cambiando el texto. Este es el procedimiento habitual en el siglo XVI, como ejemplifican la Misa Malheur me bat de Josquin Desprez, basada en una canción de Ockeghem, o la Misa Mille regretz de Cristóbal de Morales, basada a su vez en una canción de Josquin.

El motete renacentista era una pieza polifónica de texto sacro y en latín. Deudor en un principio del motete medieval, del cual procedía, pronto asumió una continua textura imitativa de voces de igual importancia (en número cada vez mayor: cuatro en el siglo XV, cinco o seis a finales del XVI), con frases musicales imbricadas y nuevos motivos para cada frase textual. En el motete el autor generalmente creaba material puramente original, sin tomar préstamos ajenos como en la misa. En el siglo XVI se desarrollan amplios motetes bipartitos y, en la escuela veneciana, los policorales, para ocho o incluso doce voces. Ejemplos sobresalientes de motete renacentista son el Ave María de Josquin o el Lamentabatur Jacob de Morales.

#### Música vocal profana

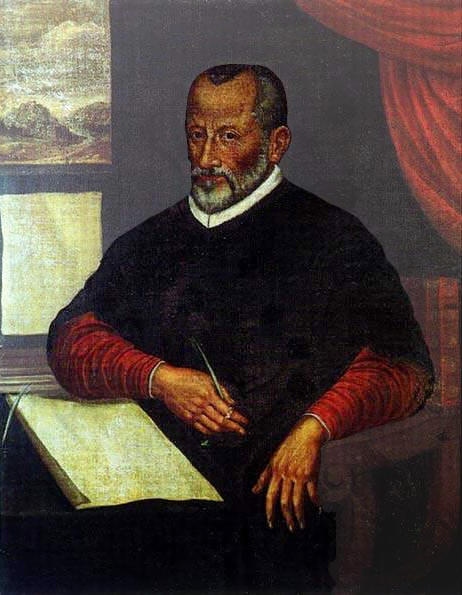
Giovanni Pierluigi da Palestrina.

Un gran número de impresos y cancioneros manuscritos nos han hecho llegar el amplísimo repertorio polifónico profano renacentista. Aquí sí es posible reconocer formas peculiares de cada país:
- En Italia, la villanella, la frottola y el madrigal.
- En España, el romance, la ensalada y el villancico.
- En Francia, una vez superadas las formas fijas medievales aún vigentes en la escuela borgoñona (rondeau, virelay, ballade) se creó la peculiar chanson polifónica parisina.
- En Inglaterra se imitó el estilo madrigalístico italiano, apareciendo hacia 1600 la canción con laúd isabelina.

Hacia el final del período aparecen los primeros antecedentes dramáticos de la ópera tales como la monodia, la comedia madrigal y el intermedio.

#### Música instrumental
De modo paralelo a la extensión del rango vocal de la polifonía, los instrumentos ampliaron su tesitura creándose familias completas de cada modelo; cada tamaño era nombrado con el nombre de la voz equivalente: así, por ejemplo, se crean flautas de pico soprano, alto, tenor y bajos de varias tallas, y un proceso semejante siguen instrumentos de cuerda como las violas da gamba, de metal como los sacabuches o de madera como las chirimías.
Los instrumentos participaban junto con las voces en la ejecución de la música polifónica; por ejemplo, está perfectamente documentada la presencia regular de ministriles (flautas, cornettos, sacabuches, chirimías y bajones) en las catedrales ibéricas del siglo XVI. Además, mucha música polifónica se ejecutaba de forma puramente instrumental, fuera en conjuntos homogéneos (llamados consorts), en grupos que combinaban instrumentos de diversas familias o sobre instrumentos propiamente polifónicos, como el órgano, el virginal, el arpa, el laúd o, en España, la vihuela.

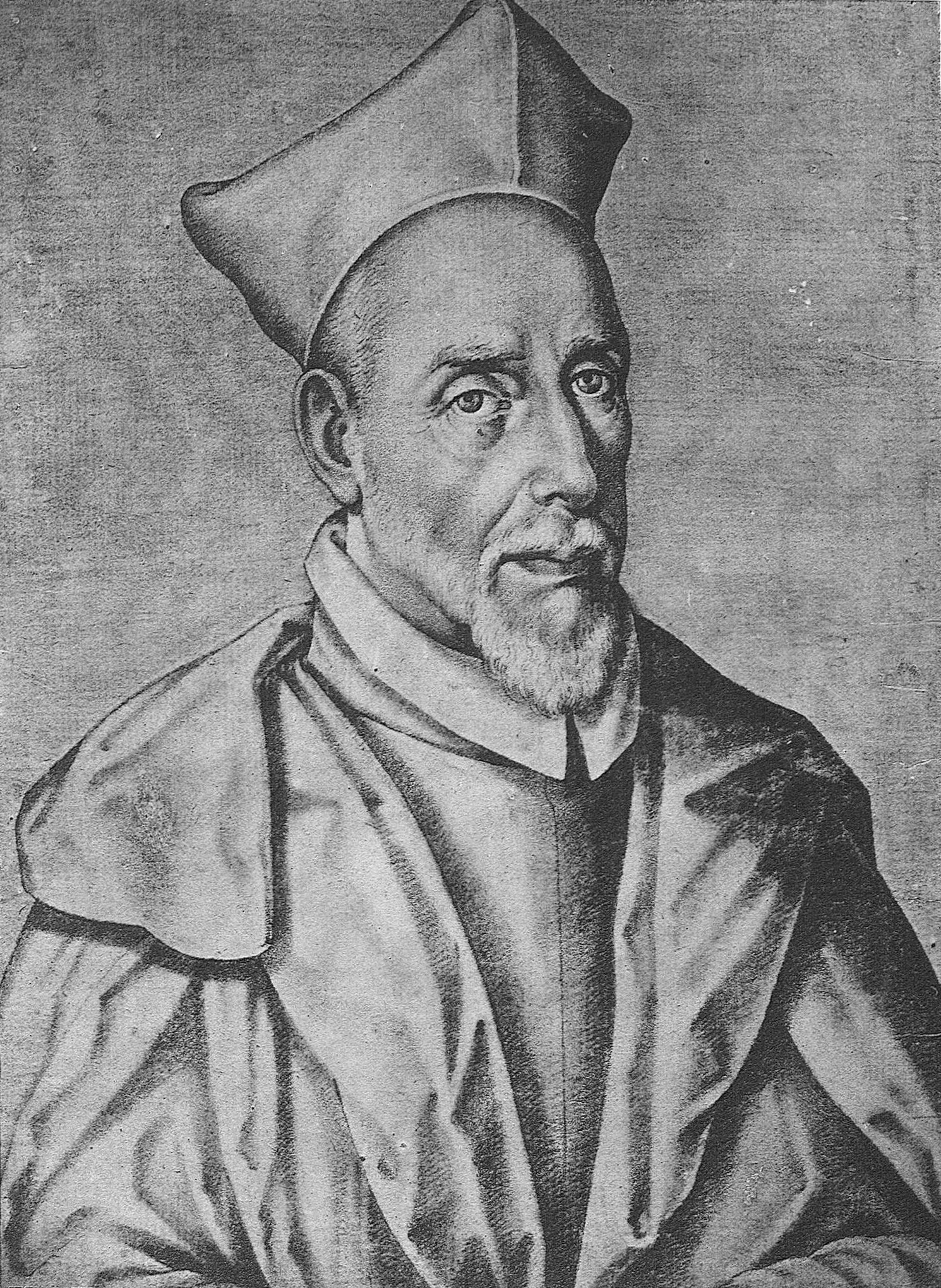
Francisco Guerrero.

Eran habituales los conjuntos domésticos de instrumentistas aficionados. Frecuentemente esos músicos amateur (e incluso muchos profesionales) eran incapaces de leer la notación musical convencional, por lo que la música instrumental solía escribirse en un sistema de escritura peculiar para cada instrumento, llamado tablatura: hay así tablaturas renacentistas específicas para tecla, laúd, arpa, vihuela, etc. El laúd, derivado del al'ud medieval, se convirtió pronto en el instrumento doméstico solista más popular en Europa. De diversos tamaños y forma de pera, se fabricaba con gran diversidad de materiales, tratados con extrema exquisitez artesanal. Tenía una cuerda simple y cinco dobles y el clavijero vuelto hacia atrás; permitía ejecutar acordes, melodías, escalas y gran número de ornamentos, y se utilizaba como instrumento solista, con el canto y en conjuntos de cámara. La vihuela de mano fue su equivalente español.
La relativa escasez de fuentes de música específicamente instrumental (por comparación con la abundancia de fuentes vocales, y especialmente considerando el siglo XV) no debe llevar a la errónea conclusión de que su uso fuera poco habitual o su nivel técnico bajo: los primeros tratados de enseñanza de cada instrumento (como los que dedican Ganassi a la flauta de pico y Diego Ortiz a la viola da gamba) denotan un muy alto nivel técnico y musical; sin embargo, la técnica instrumental solía transmitirse oralmente y su música específica era raramente escrita: era habitual la improvisación, fuese directa o sobre material vocal preexistente (disminución). Gracias a los tratados de la época se conocen, también, problemas de afinación, de altura, temperamento u ornamentación. Uno de los primeros libros de este tema aparecidos fue el Musica getutscht und ausgezogen (Resumen de la música en alemán), obra de Sebastian Virdung de 1511.
Las principales formas instrumentales de la época fueron:
- Formas derivadas de modelos vocales: al tocar habitualmente los instrumentistas piezas vocales, compusieron formas similares, si bien sin texto: del motete derivaron piezas polifónicas imitativas, llamadas ricercare, fantasía o tiento, mientras que de la chanson derivó la canzona, generalmente más viva y más dividida en secciones que los anteriores.

- Danzas: una de las funciones tradicionales de los instrumentistas era, naturalmente, el acompañamiento de la danza. Solían estar escritas a cuatro voces, en una sencilla textura homofónica. Hay abundantes ejemplos de danzas de todo tempo y compás, como la bajadanza, la pavana, la gallarda, la alemanda o la courante.

- Formas improvisatorias: los músicos anotaban a veces sus improvisaciones más logradas. Podía tratarse bien de puras improvisaciones para un instrumento polifónico (toccata, preludio, de nuevo tiento), bien de variaciones melódicas ornamentales sobre una o varias voces de un modelo vocal preexistente (recercada, disminuciones) o bien de largas series de variaciones sobre un basso ostinato muy conocido, como la romanesca, el Conde Claros, el passamezzo antiguo o el passamezzo moderno.

### Teoría y notación

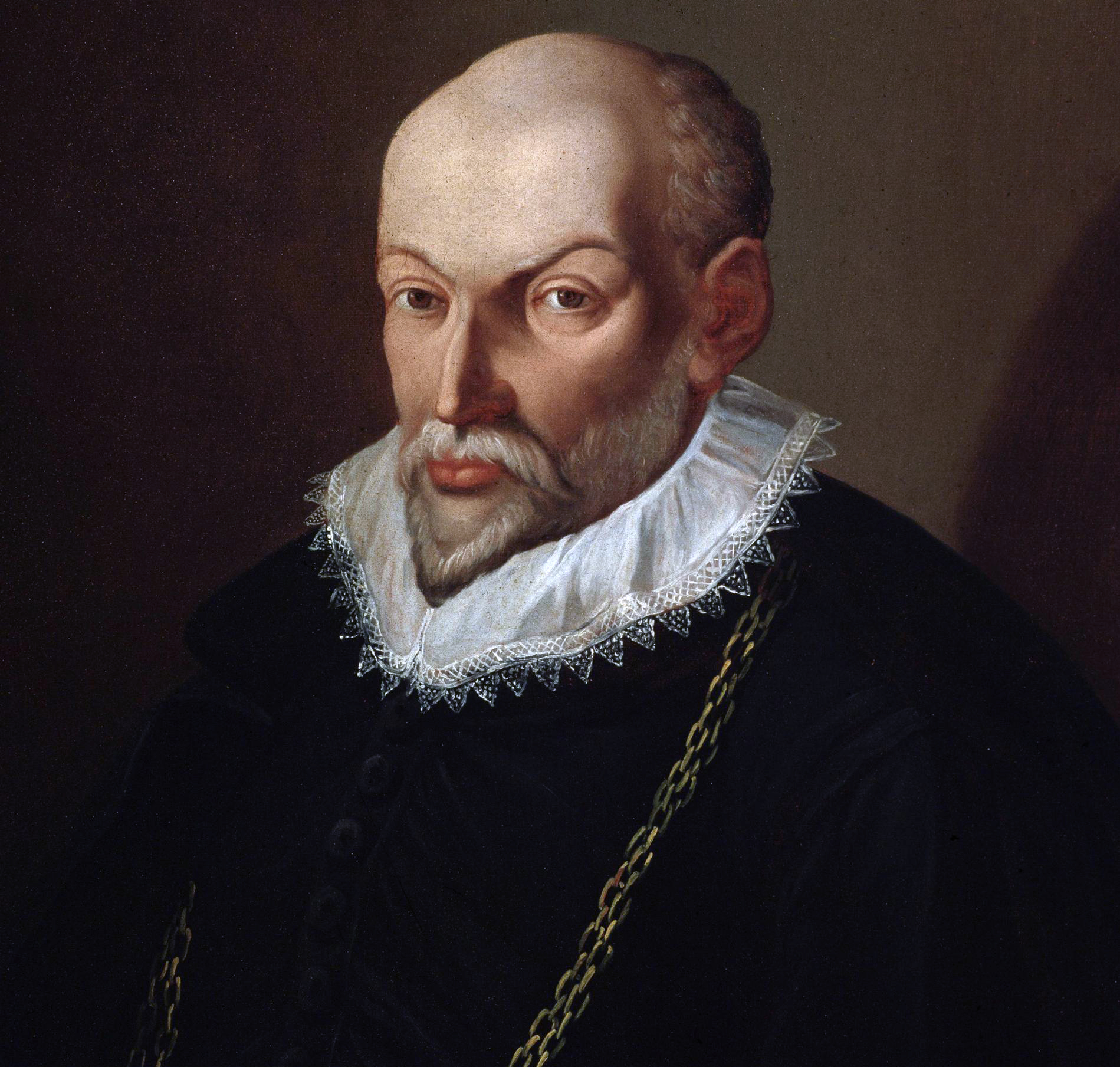
Orlando di Lasso.

Las composiciones del Renacimiento estaban escritas únicamente en partichelas; las partituras generales eran muy raras, y las barras de compás no se usaban. Las figuras eran generalmente más largas que las usadas en nuestros días; la unidad de pulso era la semibreve, o redonda. Como ocurría desde el Ars Nova cada breve (cuadrada) podía equivaler a dos o tres semibreves, que podría ser considerada como equivalente al compás moderno, aunque era un valor de nota y no un compás. Se puede resumir de esta forma: igual que en la actualidad, una negra puede equivaler a dos corcheas o tres que se escribirían como un tresillo. 
En la misma lógica se puede tener dos o tres valores más cortos de la siguiente figura, la mínima (equivalente a la moderna blanca) de cada semibreve. Estas diferentes permutaciones se denominan tempus perfecto/imperfecto según la relación de breve-semibreve y prolación perfecta/imperfecta en el caso de la relación semibreve-mínima, existiendo todas las combinaciones posibles entre uno y otro. La relación tres-uno se llamó perfecta y la dos-uno imperfecta. Para las figuras aisladas existían reglas que reducían a la mitad o doblaban el valor ("imperfeccionaban" o "alteraban" respectivamente) cuando estaban precedidas o seguidas de determinadas figuras. Las figuras con la cabeza negra (como las negras) eran menos habituales. Este desarrollo de la notación mensural blanca es el resultado de la popularización del uso (sustituyendo al pergamino) del papel, más débil y que no permitía el rasgado de la pluma para rellenar las notas. La notación de la época precedente, escrita en pergamino, era negra. Otros colores, y más tarde, el relleno de las notas (ennegrecimiento) fueron usados para indicar imperfecciones o alteraciones, etc.

### Contexto social
El ascenso de la burguesía como clase social, las ideas del humanismo (incluyendo la revalorización de las artes como puro disfrute personal) y el invento de la imprenta produjeron una extraordinaria y nueva difusión de la música culta. Esta pasó de ser un privilegio solo al alcance de la nobleza y el alto clero, y ejecutada exclusivamente por profesionales, a ocupar también un lugar en el ocio de las clases medias, que consumían la amplia literatura musical profana publicada en toda Europa para uso casero de aficionados: canciones polifónicas en Francia, libros de vihuela y villancicos en España, madrigales en Italia e Inglaterra... Tocar un instrumento musical pasó de ser tarea propia de menesterosos a refinado pasatiempo de las clases altas, recomendado incluso por Maquiavelo en El Príncipe.

## Historia y evolución
Los dos siglos abarcados por el estilo renacentista suelen ser históricamente divididos en cinco generaciones de compositores.

### Primera generación: las escuelas inglesa y borgoñona (1410-1450)

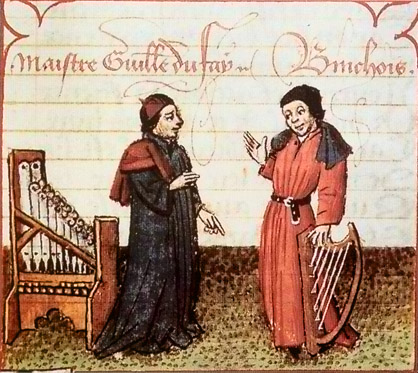
Guillaume Dufay y Gilles Binchois.

La influencia del nuevo estilo inglés (John Dunstable, Leonel Power), basado en el uso de terceras y sextas como consonancias (practicadas de forma improvisada y sistemática en el fauxbourdon), hizo que fueran desapareciendo los rasgos de la música medieval tardía, tales como la isorritmia y la sincopación extrema, resultando un estilo más límpido y fluido. Si bien se perdió complejidad rítmica, se ganó en vitalidad rítmica y el empuje armónico cadencial se convirtió en un aspecto importante hacia mediados del siglo.
Es en esta época cuando fueron gradualmente establecidas las reglas del contrapunto académico, aún hoy de algún modo vigentes en la enseñanza escolástica, tales como la prohibición de quintas y octavas paralelas y la restricción de las directas. Los más notables autores de este tiempo estuvieron en la órbita del ducado de Borgoña (que incluía también tierras de las actuales Holanda, Bélgica y el norte de Francia), como Guillaume Dufay y Gilles Binchois. Sus misas presentan ya voces de similar importancia, texturas a cuatro voces, imitaciones y control de la disonancia; sin embargo en sus chansons podemos reconocer aún ciertos rasgos medievales, como las formas trovadorescas (rondeau, virelai, ballade), la textura a tres voces de las que las dos inferiores se cruzan y parecen instrumentales... Incluso sus motetes, como el célebre Nuper rosarum flores de Dufay (escrito para la inauguración de la cúpula de la catedral de Florencia de Brunelleschi) presentan aún isorritmia y otros rasgos ya obsoletos.

### La segunda generación franco-flamenca (1450-1483)
En la generación de Antoine Busnois y Johannes Ockeghem se afianzaron las nuevas reglas del contrapunto, consolidándose la polifonía imitativa en un estilo erudito de frases larguísimas y sofisticadas. Se usaron extensamente las técnicas del canon, convencional o mensural (Ockeghem incluso compuso una misa, la Prolationum, en la cual todas las piezas se derivaban canónicamente a partir de una sola línea musical), resultando un complejo estilo que se puede quizás correlacionar con el detallismo imperante en la pintura y la arquitectura de la época.

### La tercera generación franco-flamenca: el estilo internacional (1483-1520)

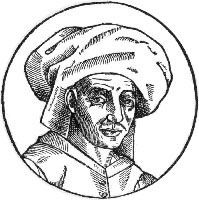
Josquin Desprez.

Todavía en torno a 1500 los mejores compositores surgen de las actuales Bélgica y norte de Francia, fruto de una larga tradición local que exportaba maestros de capilla a toda Europa, y especialmente a Italia: Compère, Agrícola, Obrecht, Isaac, Mouton, de la Rue... Aparece así uno de los mayores genios de la historia musical, Josquin des Prez, cuyo estilo claro, limpio y elegante se convierte en modelo de estilo polifónico para toda Europa: cadencias claras y frecuentes, secciones a dos o tres voces, pasajes homofónicos que subrayan el texto, clara articulación general de la forma, líneas melódicas equilibradas y de apariencia sencilla... Gracias a su enorme influencia y a la imprenta se consolidará un estilo internacional común en Alemania, Italia, España, Francia e Inglaterra. Entre las muchas obras maestras de Josquin, de todos los géneros, cabría destacar la Misa Pange Lingua.
Durante las décadas de inicio del siglo XVI la convención musical de un tactus (pensemos en el moderno compás) de dos semibreves=una breve comenzó a ser tan común como el de tres semibreves=una breve, como había sido habitual hasta entonces.

### La cuarta generación (1520-1550)

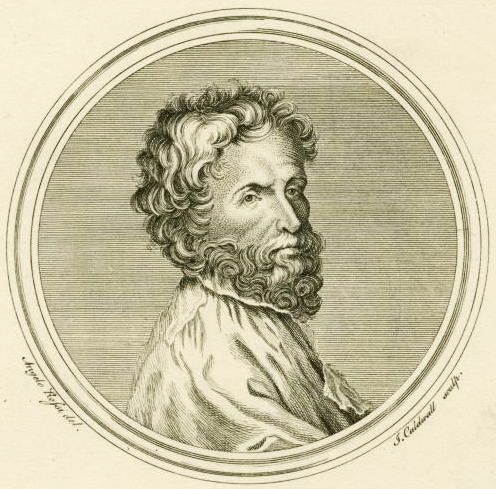
Cristóbal de Morales.

Entrado ya el siglo XVI el estilo internacional (fuertemente influido por Josquin) se impone en la música religiosa, si bien autores como el español Cristóbal de Morales, Nicolas Gombert o Willaert tienden a aumentar el número de voces (típicamente cinco), homogeneizar la textura, alargar frases y ocultar las cadencias, volviéndose de algún modo así a las maneras más complejas y refinadas de Ockeghem.
Es en esta época cuando se consolidan los estilos locales de la música profana: aparecen el nuevo madrigal italiano (Festa, Arcadelt, Verdelot), el villancico, la batalla y la ensalada españoles y la chanson parisina (con frecuencia homofónica, y muchas veces onomatopéyica y humorística). En España se publican libros para vihuela que incluyen canciones para voz con acompañamiento (Narváez, Fuenllana, Milán, Mudarra...).

### La quinta generación (1550-1600)
Teniendo entonces el oficio de músico (cantor, maestro de capilla, organista, ministril...) una gran dependencia de la Iglesia, la convulsión provocada por la Reforma protestante y la Contrarreforma afectó de lleno al estilo musical. Pasado el peligro de supresión de la polifonía (que sí se ejecutó entre algunos reformistas radicales), el concilio de Trento desalentó la excesivamente compleja polifonía por impedir la comprensión del texto, fomentando la homofonía y en general la claridad. Giovanni Pierluigi da Palestrina vino a cultivar un fluido estilo de contrapunto libre en una densa y rica textura en la cual las disonancias eran seguidas por consonancias en cada pulso, y los "ritardandos" eran muy habituales. Este estilo quedó fijado como modelo para la música religiosa de su tiempo (aunque quizás no tanto como ha querido ver la historiografía decimonónica), y desde entonces para la enseñanza del contrapunto académico. Contemporáneos de Palestrina fueron algunos de los polifonistas más reconocidos por la posteridad: Francisco Guerrero, Orlando di Lasso, Tomás Luis de Victoria y William Byrd.
En este período, el tactus era generalmente de dos semibreves por breve, con tres por breve para los efectos especiales y las secciones culminantes; se trataba de una revocación casi completa de la técnica que había prevalecido en el siglo anterior.

### La disolución del estilo renacentista
Diversas razones, algunas de origen puramente musical y otras ideológicas (las reformas religiosas, el intento de recreación del teatro griego por los humanistas en la ópera) causaron la progresiva descomposición del estilo musical típico del Renacimiento: la policoralidad, el estilo concertante, la creación de la monodia y la consiguiente aparición del bajo continuo disolvieron la textura polifónica, mientras el cromatismo extremo y las tendencias tonales (como las quintas como movimiento entre fundamentales) rompían el sistema modal diatónico.

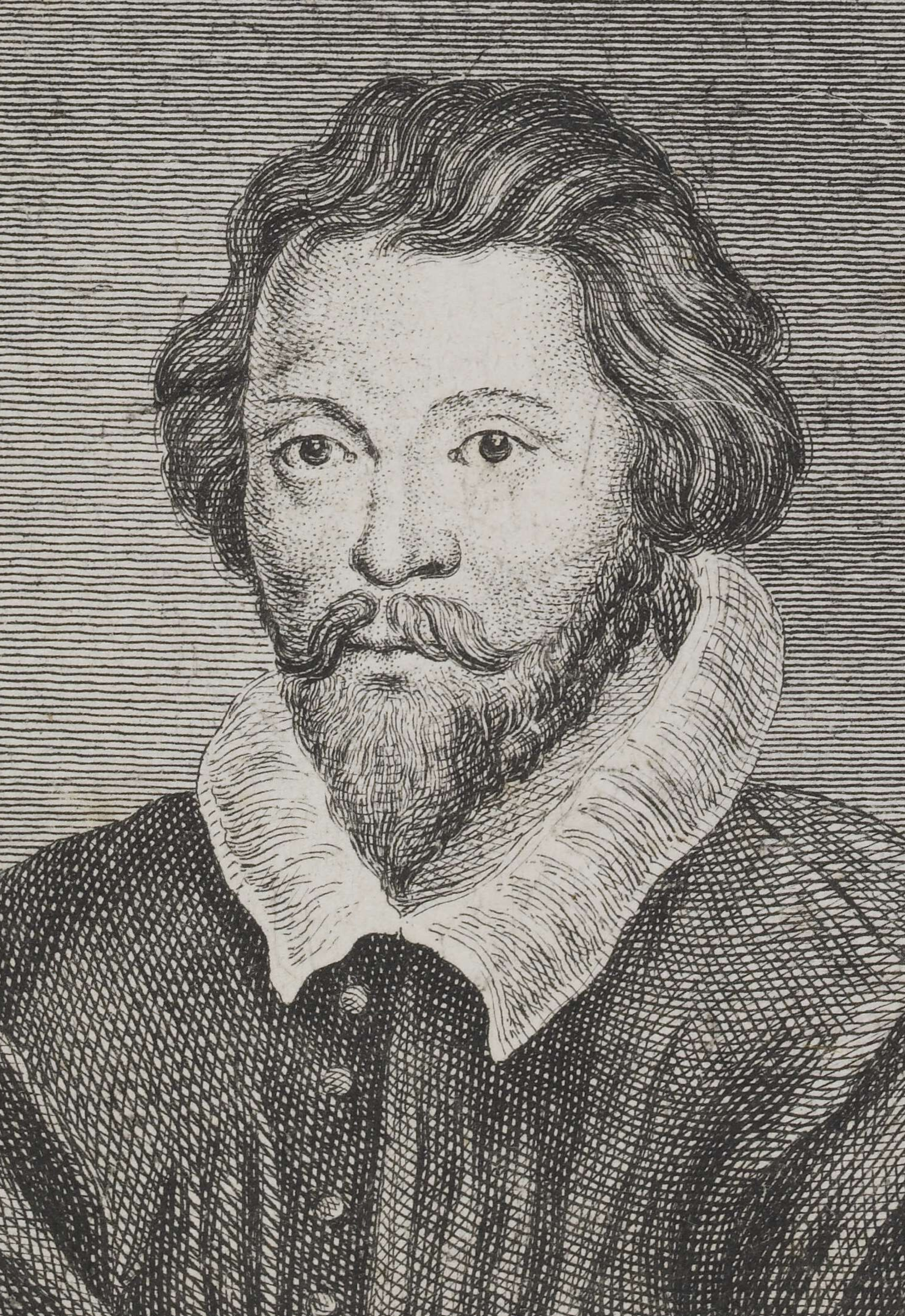
William Byrd.

#### La policoralidad o técnica del coro "spezzato"
En Venecia, desde 1534 hasta aproximadamente 1600, se desarrolló el impresionante estilo policoral, que dio a Europa algunas de las más espléndidas composiciones musicales de aquellos tiempos, con los múltiples coros de cantantes, metales y cuerdas en diferentes espacios de la Basílica de San Marcos de Venecia (ver Escuela veneciana). Estas múltiples combinaciones, que contenían ya el germen del estilo concertante, se difundieron por toda Europa en las décadas posteriores, empezando por Alemania y propagándose poco después a España, Francia e Inglaterra, marcando el principio del cambio estilístico que conduciría al Barroco musical.

#### La monodia acompañada
Más comúnmente llamada hoy melodía acompañada, se creó en Florencia, donde hubo un intento de revivir el drama y el estilo musical de la antigua Grecia mediante la monodia, un canto declamado sobre un acompañamiento instrumental simple (similar ya al bajo continuo); el contraste con el estilo polifónico entonces dominante era absoluto. Inicialmente la monodia fue utilizada solo en la música profana. Estos músicos fueron conocidos como la Camerata Florentina.

#### El manierismo
A finales del siglo XVI, acabando el Renacimiento, se desarrolló un estilo manierista radical. En música profana, especialmente en el madrigal, había una tendencia hacia la complejidad y hacia el cromatismo extremo (como se observa en los madrigales de Luzzaschi, Marenzio y Gesualdo). Musica reservata es un término que se refiere a un estilo o a una práctica musical a cappella de la época tardía, principalmente en Italia y el sur de Alemania, asociado al refinamiento, cierta exclusividad y una intensa expresión emocional del texto cantado. Además, en muchos compositores se observa una división en sus propios trabajos entre la primera práctica (observancia de las reglas estrictas del contrapunto) y segunda práctica (música del nuevo estilo) durante la primera parte del siglo XVII.

#### Tendencias conservadoras
Es esta época tardo renacentista la que ve nacer la llamada Escuela Romana. Muchos de sus compositores tenían una conexión directa con la Santa Sede y con la capilla papal, aunque trabajaron en otras iglesias; los compositores romanos eran estilísticamente más conservadores que los de la Escuela Veneciana. El origen de la Escuela Romana fue Giovanni Pierluigi da Palestrina, cuyo nombre ha sido asociado por más de 400 años con la tranquila, clara y perfecta polifonía.
El breve pero intenso florecimiento del madrigal en Inglaterra, sobre todo entre 1588 y 1627, es conocido como la Escuela Madrigalista Inglesa. Los madrigales ingleses eran a cappella, predominantemente ligeros en estilo, y generalmente empezaban como copias o traducciones directas de los modelos italianos. La mayoría fueron escritos para entre 3 y 6 voces.

## Compositores del Renacimiento

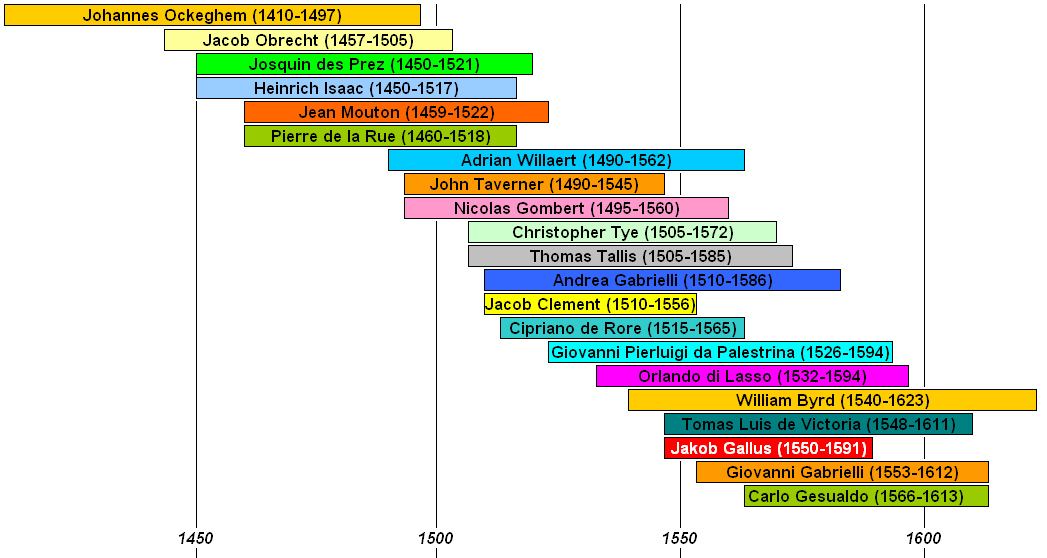